# أنطونيو هيدالغو دي كارلوس
أنطونيو هيدالغو دي كارلوس (بالإسبانية: Antonio Hidalgo De Carlos)‏ (16 فبراير 1943 في إسبانيا - ) هو لاعب كرة قدم إسباني في مركز الهجوم. لعب مع ريال سرقسطة ونادي غرناطة ونادي فياريال وCD Puertollano ‏.